# 阿根廷内阁
阿根廷国家部长内阁（西班牙語：Gabinete de Ministros de la Nación Argentina），简称阿根廷内阁（西班牙語：Gabinete de Argentina）是阿根廷政府的部门（Ministro）和秘书处（Secretaria）组成。内阁是阿根廷政府中隶属于阿根廷总统的行政机构。

## 历史
内阁于1853年由五个部所组成：内政部、战争和海军部、经济部、司法和公共教育部以及外交部。
第一次比较大的扩张是在1898年宪法改革，加入农业部、公共工程部、战争部和海军部。
1949年宪法改革下令设立更多部门：航空部、政治事务部、技术事务部、通讯部、国防部、经济部、教育部、陆军部、财政部、工商部、司法部、公共卫生部、劳动和福利部和交通部。
这个内阁在1952年进行修改，添加经济事务部（Ministerio de Asuntos Económicos），并将经济部改为外贸部。
1954年，国会通过第14303号法，并引入一些改变：
- 内政部和司法部合并为内政和司法部（Ministerio del Interior y Justicia）。
- 工商部被分为工业部（西班牙语：Ministerio de Industria (Argentina)）和商务部（西班牙语：Ministerio de Comercio (Argentina)）。
- 公共卫生部改名为“社会救助和公共卫生部”（Ministerio de Asistencia Social y Salud Pública）

### 解放革命
1955年12月15日，洛纳迪通过第5600号法令调整了内阁。政治事务部、技术事务部和国防部不再出现，而内政和司法部被分为内政部与司法部。
1956年6月8日，阿兰布鲁通过第10,351法令统一了一些部门：教育和司法部、财政部（合并国库部和财政部）和工业与商务部。他还下令合并通讯部和交通部，但这一命令未被执行。

### 弗朗迪西政府
1958年6月13日，国会颁布第14,439号法，设立8个部门：内政部、外交和宗教部、经济部、教育和司法部、国防部、社会救助和公共卫生部、劳动和社会保障部、公共工程部。

### 翁加尼亚政府
以1966年政变为起点，开始了阿根廷革命，事实上的总统胡安·卡洛斯·翁加尼亚颁布的第16,956号法。内阁将由五个部组成：内政部、外交和宗教部、经济和劳工部、国防部和社会福利部。
1969年10月20日，翁加尼亚通过第18,416号法将部的数量增加到八个，建立了文化和教育部、公共工程与服务部以及司法部。
1971年6月6日，事实上的新总统亚历山大·奥古斯丁·拉努斯，通过第19,064号法修改了内阁，将经济和劳工部改为国库与财政部，设立了农业和畜牧部、工业、商务和矿业部以及劳动部。

### 1973年的调整
1973年民主恢复后，国会通过第20,524号法确定了部门：内政部、外交和宗教部、司法部、国防部、经济部、文化和教育部、劳动部和社会福利部。

### 国家重组进程
1976年10月7日，即国家重组进程第一年，豪尔赫·拉斐尔·魏地拉成立了规划部，但在1978年12月6日解散。
1981年12月21日，内政部长卡洛斯·拉科斯特（代行国家行政权）通过第22,520号法修改了内阁。设立了公共工程与服务部、公共卫生与环境部和社会行动部。文化和教育部分为教育部，而文化方面由文化秘书处管辖。
由于1983年12月8日的第23,032号法，教育部和司法部第二次合并为教育和司法部。还成立了劳动和社会保障部和卫生与社会行动部。

### 1991年-1992年间的调整
1991年4月18日通过的第23,930号法成立了经济、工程和公共服务部，将教育和司法部分为两个独立的部门，并设立了新的文化和教育部。
根据1992年12月16日批准的第24,190号法，外交和宗教事务部从经济、工程和公共服务部获得了一些权力并更名为“外交、国际贸易和宗教部”。

### 1999年至今的调整
根据1999年12月10日国会批准的第25,233号法，设立了基础设施和住房部（而经济事务则独立为“经济部”），司法部更名为“司法和人权部”，劳动部合更名为“劳动、就业和人力资源培训部”，教育部门改回“教育部”并成立了卫生部和社会发展和环境部（Ministerio de Desarrollo Social y Medio Ambiente）。
2001年10月26年，费尔南多·德拉鲁阿总统通过第1366/2001号法令建立了旅游、文化和体育部和社会保障部。2002年2月21日，爱德华多·杜阿尔德总统通过第355/2002号法令调整了内阁。成立生产部，设立了劳动、就业和社会保障部，社会发展部，教育、科学和技术部。2002年7月10日，根据第1210/2002号法令，司法和人权部将负责内部安全，并改称“司法、安全和人权部”。
根据2003年5月24日通过的第1283/2003号法令，经济部和生产部之间的权力移交，前者更名为经济和生产部，后者更名为联邦规划、公共投资和服务部。
2004年8月20日，通过第1066/2004号法令，内部安全事务从司法部（更名为“司法和人权部”）移至内政部。但2007年通过的第26,338号法撤回这一决定。
2008年11月25日，克里斯蒂娜·费尔南德斯·德基什内尔政府从经济和生产部（更名为“经济和公共财政部”）中分离出来，建立生产部。2009年10月1日，农业、畜牧和渔业部被设立，并获得生产部的职权。而后者更名为工业部，而后在10月8日改为工业和旅游部。2010年6月28日，旅游部被设立，而工业和旅游部改回“工业部”。
2015年，在马克里执政初期，经济和公共财政部的权力被转移到工业部，更名为“生产部”。同时，农业工业部被设立。联邦规划、公共投资和服务部解散，其职权被分散到能源和矿业部、交通部和内政部（当时称内政、公共工程和住房部）之间。还成立了通讯部、现代化部、环境与可持续发展部。
2018年9月3日，时任总统毛里西奥·马克里将内阁的数量从22变成10个。农业工业部、环境部、科学和技术部、文化部、能源部、现代化部、卫生部、劳动部、旅游部被改为秘书处。
2019年，新总统阿尔贝托·费尔南德斯重新设立公共工程部、农业、畜牧和渔业部、卫生部、社会发展部、劳动、就业和社会保障部、文化部、科学、技术和创新部、环境与可持续发展部。同时设立了妇女、性别和多元化部、国土发展和人居部和旅游和体育部。
2023年12月10日，新总统哈维尔·米莱重组了国家内阁，将内阁数量从18个减少到9个，11个内阁改为秘书处，设立了基础设施部、人力资本部。

## 演变
| 阿根廷共和国部门           | 阿根廷共和国部门 |
| 部门                       | 演变 |
| -------------------------- | --- |
| 内政部                     | 内政部（1854年–1954年） 内政和司法部（1954年–1955年） 内政部（1955年–2012年） 内政和交通部（2012年–2015年） 内政、公共工程和住房部（2015年–2019年） 内政部（2019年至今） |
| 外交、国际贸易和宗教事务部 | 外交部（1854年–1898年） 外交和宗教事务部（1898年–1992年） 外交、国际贸易和宗教事务部（1992年–2011年） 外交和宗教事务部（2011年–2019年） 外交、国际贸易和宗教事务部（2019年至今） |
| 国防部                     | 战争和海军部（1854年–1898年） 战争部（1898年–1949年） 国防部（1949年–1955年） 国防部（1958年–1981年） 国防部（1981年至今） |
| 经济部                     | 财政部（1854年–1958年） 经济部（1958年–1966年） 经济和劳动部（1966年–1971年） 国库和财政部（1971年–1973年） 经济部（1973年–1991年） 经济、公共工程和服务部（1991年–1999年） 经济部（1999年–2002年） 经济和生产部（2002年–2008年） 经济和财政部（2008年–2015年） 国库和公共财政部（2015年–2017年） 国库部（2017年–2019年） 经济部（2019年至今）             |
| 司法部                     | 司法和公共教育部（1854年–1949年） 司法部（1949年–1954年） 内政和司法部（1954年–1955年） 司法部（1955年–1956年） 教育和司法部（1956年–1966年） 司法部（1966年–1983年） 教育和司法部（1983年–1989年） 司法、安全和人权部（1989年–1999年） 司法和人权部（1999年–2001年） 司法、安全和人权部（2002年–2010年） 司法和人权部（2010–2023年） 司法部（2023年至今） |
| 人力资本部                 | 人力资本部（2023年至今） |
| 安全部                     | 安全部（2010年至今） |
| 卫生部                     | 公共卫生部（1949年–1955年） 社会救助和公共卫生部（1958年–1966年） 社会福利部（1966年–1981年） 公共卫生与环境部（1981年–1983年） 卫生和社会行动部（1983年–2001年） 卫生与环境部（2002年–2007年） 卫生部（2007年-2018年） 卫生和社会发展部（2018年–2019年） 卫生部（2019年至今）                                                                             |

### 消失的部门
| 阿根廷共和国部门                          | 阿根廷共和国部门 | 阿根廷共和国部门                                                    |
| 部门                                      | 演变 | 继承部门                                                            |
| ----------------------------------------- | --- | ------------------------------------------------------------------- |
| 海军部                                    | 海军部（1898年–1958年） | 国防部 - 海军秘书处（1958年6月13日—1966年9月23日）                  |
| 陆军部                                    | 陆军部（1949年–1958年） | 国防部 - 战争秘书处（1958年6月13日—1966年9月23日）                  |
| 航空部                                    | 航空部（1949年–1958年） | 国防部 - 空军秘书处                                                 |
| 技术事务部（1958年6月13日—1966年9月23日） | 技术事务部（1949年–1954年） | 技术事务秘书处（1954年7月28日—1957年4月12日）                       |
| 政治事务部                                | 政治事务部（1949年–1954年） | 政治事务秘书处（1954年7月28日）                                     |
| 通讯部                                    | 通讯部（1949年–1958年） 通讯部（2015年–2017年） | 现代化部（2015年12月10日—2018年9月5日）                             |
| 财政部                                    | 财政部（1952年–1956年） 财政部（2017年–2018年） | - 国库部（2018年6月14日—2019年12月10日） - 经济部（2019年12月10日） |
| 外贸部                                    | 外贸部（1952年–1955年） | - 商务部 - 农业部                                                   |
| 经济事务部                                | 经济事务部（1952年–1955年） | 经济部                                                              |
| 商务部                                    | 商务部（1952年–1956年） 商务部（1971年–1973年） 商务和海事利益部（1981年） | 经济部                                                              |
| 社会保障部                                | 社会保障部（2001年） | 劳动、就业和社会保障部 - 社会保障秘书处                             |
| 现代化部                                  | 现代化部（2015年–2018年） | 现代化秘书处                                                        |
| 能源部                                    | 能源和矿业部（2015年–2018年） 能源部（2018年） | 能源秘书处                                                          |
| 农业、畜牧和渔业部                        | 农业部（1898年–1958年） 农业和畜牧部（1972年–1973年） 农业和畜牧部（1981年） 农业、畜牧、渔业和粮食部（2009年–2015年） 工农业部（2015年–2018年） 农业、畜牧和渔业部（2019年–2023年） | 农业、畜牧和渔业秘书处                                              |
| 生产发展部                                | 工业和商务部（1949年–1952年） 工业部（1952年–1956年） 商务和工业部（1956年–1958年） 工业和矿业部（1971年–1973年） 工业和矿业部（1981年） 生产部（2002年–2003年） 工业部（2008年–2015年） 生产部（2015年–2018年） 生产和劳动部（2018年–2019年） 生产发展部（2019年–2023年） | 工业和生产发展秘书处                                                |
| 交通部                                    | 交通部（1949年–1958年） 交通部（2015年–2023年） | 交通秘书处                                                          |
| 公共工程部                                | 公共工程部（1898年–1958年） 公共工程和服务部（1958年–1972年） 规划部（1976年–1978年） 公共工程和服务部（1981年–1991年） 经济、公共工程和服务部（1991年–1999年） 基础设施和住房部（1999年–2001年） 联邦规划、公共投资和服务部（2003年–2015年） 内政、公共工程和住房部（2015年–2019年） 公共工程部（2019年–2023年） | 公共工程秘书处                                                      |
| 社会发展部                                | 社会救助部（1955年） 社会救助和公共卫生部（1958年–1966年） 社会福利部（1966年–1981年） 社会行动部（1981年–1983年） 卫生和社会行动部（1983年–1999年） 社会发展部（1999年–2018年） 卫生和社会发展部（2018年–2019年） 社会发展部（2019年–2023年） | 国家儿童、青少年和家庭秘书处                                        |
| 妇女、性别和多元化部                      | 妇女、性别和多元化部（2019年–2023年） |                                                                     |
| 教育部                                    | 教育部（1949年–1956年） 教育和司法部（1956年–1966年） 教育部（1966年–1973年） 文化和教育部（1973年） 教育部（1973年–1981年） 文化和教育部（1981年） 教育部（1981年–1983年） 教育和司法部（1983年–1989年） 教育部（1989年–2001年） 教育、科学和技术部（2002年–2007年） 教育部（2007年–2015年） 教育和体育部（2015年–2017年） 教育部（2017年–2018年） 教育、文化、科学和技术部（2018年–2019年） 教育部（2019年–2023年） | 教育秘书处                                                          |
| 文化部                                    | 文化和教育部（1973年） 文化和教育部（1981年） 旅游、文化和体育部（2001年） 文化部（2014年–2018年） 文化部（2019年–2023年） | 文化秘书处                                                          |
| 科学、技术和创新部                        | 科学、技术和生产创新部（2007年–2018年） 科学、技术和创新部（2019年–2023年） |                                                                     |
| 劳动、就业和社会保障部                    | 劳动和保障部（1949年–1951年） 劳动部（1951年–1955年） 劳动和保障部（1955年–1958年） 劳动社会保障部（1958年–1966年） 经济和劳动部（1966年–1971年） 劳动部（1971年–1989年） 劳动和社会保障部（1989年–1999年） 劳动、就业和人力资源培训部（1999年–2001年） 劳动、就业和社会保障部（2002年–2018年） 生产和劳动部（2018年–2019年） 劳动、就业和社会保障部（2019年–2023年）                                                 | 劳动、就业和社会保障秘书处                                          |
| 环境与可持续发展部                        | 环境与可持续发展部（2015年–2018年） 环境与可持续发展部（2019年–2023年） |                                                                     |
| 旅游和体育部                              | 旅游、文化和体育部（2001年） 旅游部（2010–2018年） 旅游和体育部（2019年–2023年） | 旅游、环境和体育秘书处                                              |
| 国土发展和人居部                          | 国土发展和人居部（2019年–2023年） |                                                                     |
| 基础设施部                                | 基础设施和住房部（1999年–2001年） 基础设施部（2023年–2024年） |                                                                     |

## 权力

### 内部组织
每个部（Ministerio）由一个部長领导，这个职务可以由行政权的负责人自由选取和罢免。同时每个部由数个“秘书处”（Secretaría）、“副秘书处”（Subsecretaría）和“国家局”（Dirección Nacional）组成。在国家局之下的等级是：局（Direccion）、司（Departamentos）、处（Divisiones）和厅（Seccion）。特别的是，在部长的管辖下，通常设有分散或自给自足的组织，以及特殊制度下的其他类型的国家机构。
等级制度：
- 部（Ministerio）
  - 秘书处（Secretaría）
    - 副秘书处（Subsecretaría）
      - 国家局（Dirección Nacional）

### 重组
隶属于国家行政权的部门受第438/1992号法令《部门法》的管辖，这条法令于1992年3月20日在《政府公报》上公布，不断补充和修订条例。
各部门的名称和职能可以由行政权通过必要性和紧迫性法令来修改《部门法》来调整以适应每个政府的需要和优先事项。在国家政府中，最稳定的部门是经济部、内政部、外交部、国防部、劳动部、教育部、司法部和卫生部。在省和自治政府中，最稳定的部门是经济部、教育部和卫生部。

### 职责
Nombre del Ministro, ¿juráis por la patria desempeñar con lealtad y patriotismo el cargo de Ministro de nombre del Ministerio para el que habéis sido nombrado, cumpliendo y haciendo cumplir en cuanto de vos dependa la Constitución de la Nación Argentina?——Juramento tomado en manos del Presidente de la Nación
参考翻译：
部长的名字，您是否向祖国宣誓以忠诚和爱国精神履行您被任命的部长的名字部长的职位，履行和执行阿根廷国家宪法？
根据《国家宪法》第102条到107条和第22520/1992号法《部门法》，部长协助国家总统处理法令赋予的职责，并在总统需要时召开内阁会议。部长由总统任命，无需国会的同意，如果缺席，则根据总统的指示更换。部门行为由总统、内阁首席部长和内阁签署的法令批准。各部门根据事项，由指定司执行。本身部长，除了各自部门的行政和财政事务，不单独作出决定。部门可以为行政部门提议设立秘书处、副秘书处和国家局。部门必须向总统提交一份详细的国家报告后提交给国会，部长可以参加国会会议并参与辩论，但无投票权。在履行职务期间，不得从事教学以外的其他职业，不得担任众议员或参议员，不得以其职务身份干预审判或诉讼。

## 组成

### 部门
截止2024年2月，阿根廷内阁共有8个部门和内阁首席部长组成
| 部门                                                                                           | 标志 | 网址                                                   | 现任部长 | 现任部长                 | 就任日期       | 政党 | 政党         |
| ---------------------------------------------------------------------------------------------- | ---- | ------------------------------------------------------ | -------- | ------------------------ | -------------- | ---- | ------------ |
| 内阁首席部长                                                                                   |      | argentina.gob.ar/jefatura （页面存档备份，存于）       |          | 尼古拉斯·波塞            | 2023年12月10日 |      | 无党籍       |
| 内政部 Ministerio del Interior                                                                 |      | argentina.gob.ar/interior （页面存档备份，存于）       |          | 吉列尔莫·弗兰科斯        | 2023年12月10日 |      | 无党籍       |
| 外交、国际贸易和宗教事务部 Ministerio de Relaciones Exteriores, Comercio Internacional y Culto |      | cancilleria.gob.ar （页面存档备份，存于）              |          | 赫拉尔多·韦特海因        | 2024年10月30日 |      | 无党籍       |
| 国防部 Ministerio de Defensa                                                                   |      | argentina.gob.ar/defensa （页面存档备份，存于）        |          | 路易斯·佩特里            | 2023年12月10日 |      | 激进公民联盟 |
| 经济部 Ministerio de Economía                                                                  |      | argentina.gob.ar/economia （页面存档备份，存于）       |          | 路易斯·卡普托            | 2023年12月10日 |      | 共和国方案   |
| 司法部 Ministerio de Justicia                                                                  |      | argentina.gob.ar/justicia （页面存档备份，存于）       |          | 马里亚诺·库尼奥·利巴罗纳 | 2023年12月10日 |      | 无党籍       |
| 人力资本部 Ministerio de Capital Humano                                                        |      | argentina.gob.ar/capital-humano （页面存档备份，存于） |          | 桑德拉·佩托维洛          | 2023年12月10日 |      | 民主中心联盟 |
| 安全部 Ministerio de Seguridad                                                                 |      | argentina.gob.ar/seguridad （页面存档备份，存于）      |          | 帕特里夏·布尔里奇        | 2023年12月10日 |      | 共和国方案   |
| 卫生部 Ministerio de Salud                                                                     |      | argentina.gob.ar/salud （页面存档备份，存于）          |          | 马里奥·卢戈内斯          | 2024年9月26日  |      | 无党籍       |

### 总统府秘书处
劳尔·阿方辛总统通过1983年的《部门法》，设立部长级的国务秘书处。秘书处直接响应总统的命令。根据最新版本的《部门法》，总统府秘书处具有部长级职位。
1. 总秘书处（英语：General Secretariat of the Presidency (Argentina)）
2. 法律和技术秘书处（英语：Legal and Technical Secretariat of the Presidency (Argentina)）
3. 通讯和新闻秘书处（西班牙语：Secretaría de Comunicación y Prensa de la Presidencia de la Nación）

| 部门                                                 | 标志 | 网址                                                          | 现任首长 | 现任首长             | 就任日期       | 政党 | 政党       |
| ---------------------------------------------------- | ---- | ------------------------------------------------------------- | -------- | -------------------- | -------------- | ---- | ---------- |
| 总秘书处 Secretaría General                          |      | argentina.gob.ar/secretariageneral （页面存档备份，存于）     |          | 卡琳娜·米莱          | 2023年12月10日 |      | 自由党     |
| 法律和技术秘书处 Secretaría Legal y Técnica          |      | argentina.gob.ar/legalytecnica （页面存档备份，存于）         |          | Javier Herrera Bravo | 2023年12月10日 |      | 共和国方案 |
| 通讯和新闻秘书处 Secretaría de Comunicación y Prensa |      | argentina.gob.ar/comunicacion-y-prensa （页面存档备份，存于） |          | Eduardo Serenellini  | 2023年12月29日 |      |            |

## 注解
1. ↑  此部门最早被称为经济部，后改名为外贸部
2. ↑  此国防部的名称是Defensa Nacional，而后者则为Ministerio de defensa（直译防御部）